# Cirkusängen 6
Cirkusängen 6 è un edificio utilizzato come ufficio che ospita la sede di Swedbank situato nel comune di Sundbyberg, in Svezia.

## Descrizione
L'edificio è stato completato nel 2014 ed è stato progettato dalla 3XN. La struttura si trova nel quartiere di Lilla Alby al confine della comunità vicina Sundbyberg e Solna, vicino alla stazione di Sundbyberg, tra la linea ferrovia Mälarbanan e l'autostrada.
La forma dell'edificio assomiglia a un doppio v, con ampi spazi vetrati aperti tra i vari corpi che compongono l'edificio. Nei piani a terra ci sono dei ristoranti.
La Swedbank ha trasferito la propria sede centrale qui nel 2014, lasciando completamente la sua precedente sede situata a Brunkebergstorg nel centro di Stoccolma.